# Питаленко, Леонид Николаевич
Леонид Николаевич Питаленко (бел. Леанід Мікалаевіч Піталенка; 19 июня 1943; Лиозненский район Витебская область, БССР, СССР — 14 января 2021; Алма-Ата) — казахстанский общественный деятель. Депутат Мажилиса Парламента Республики Казахстан IV созыва, член Комитета по вопросам экологии и природопользованию (2007—2011).

## Биография
Питаленко Леонид Николаевич родился в деревне Вишни Лиозненского района Витебской области Республики Беларусь. В 1967 году окончил Витебский государственный педагогический институт по специальности «учитель химии и биологии». Студентом неоднократно выезжал в Казахстан всоставе строительных студенческих отрядов.
Трудовую деятельность начал в 1961 году учителем физической культуры в одной из школ Лиозного района.
С 1967 по 1977 — Учитель средней школы совхоза «Горный садовод»;
С 1977 по 1986 — Инспектор Управления школ Министерства просвещения Казахской ССР;
С 1986 по 2007 — Директор Станции юных натуралистов г. Алматы;
С 2007 по 2011 — Депутат Мажилиса Парламента Республики Казахстан IV созыва от Ассамблеи народа Казахстана, член Комитета по вопросам экологии и природопользованию;
С 2000 — Председатель Совета Общественного объединения «Национальный культурный центр «Беларусь» г. Алматы;
С 2016 по 2017 — заместитель председателя Ассамблеи народа Казахстана;
Умер 14 января 2021 года после продолжительной болезни в возрасте 77 лет.

## Награды
- 1964 — Медаль «За освоение целинных земель»;
- 1970 — Юбилейная медаль «За доблестный труд»;
- 1984 — Нагрудный знак «Отличник народного просвещения Казахской ССР»;
- 1989 — Медаль «Ветеран труда»;
- 1992 — Медаль МП РК «Ыбырай Алтынсарин» — за особые заслуги в области просвещения и педагогической науки.;
- 2015 — Указом президента РК награждён орденом «Курмет»;[4]
- Правительственные награды, в том числе:
  - Медаль «10 лет независимости Республики Казахстан» (2001);
  - Медаль «50 лет Целине» (2004);
  - Медаль «10 лет Конституции Республики Казахстан» (2005);
  - Медаль «10 лет Астане» (2008);
  - Медаль «20 лет независимости Республики Казахстан» (2011);
  - Медаль «20 лет Ассамблеи народа Казахстана» (2015);
  - Медаль «25 лет независимости Республики Казахстан» (2016);
  - Медаль «20 лет Астане» (2018);[5]